# Claudie Flament
Pour les articles homonymes, voir Flament.
Claudie Flament (1930-2016) est une hurdleuse française, spécialiste du 80 mètres haies. 

## Biographie
Claudie Flament est née le 21 avril 1930 à Paris, décédée le 9 février 2016 à Paris, à l'âge de 85 ans.

## Carrière
Claudie Flament est licenciée dans le club Fémina Sport (au moins 1950-1954) puis à l'US Ivry (mention à partir de 1960). 
Étudiante, elle égale le record de France en 1954, établissant en 11''6/10 les records de France scolaires et universitaires (catégories junior et senior). 
Elle participe au 80 mètres haies féminin lors des Jeux olympiques d'été de 1952. Lors des séries, elle finit 2e et égale son record de France en 11''5. Elle est éliminée en demi-finale, avec un temps de 11''6. 
Elle fait partie du relais 4x200 féminin de l'US Ivry, composé de Micheline Julitte-Fruchot, d'Edith Naveilhan et de Denise Guénard, qui établit le record de France au stade Charléty le 29 juillet 1961. 
En 1966, la revue L'Athlétisme relève son implication lors des stages d'entraînement des jeunes espoirs. 
Son record de France du 80 mètres haies (catégorie vétérans), établi le 1er mai 1966, tient toujours en 1986.

## Palmarès
- Championnats de France d'athlétisme
  - Championne de France du 80 mètres haies en 1951 et 1953
  - Championne de France du pentathlon en 1956[10]